# Haines City
Haines City é uma cidade localizada no estado americano da Flórida, no condado de Polk. Foi incorporada em 1914.

## Geografia
De acordo com o United States Census Bureau, a cidade tem uma área de 51 km², onde 47,6 km² estão cobertos por terra e 3,4 km² por água.

### Localidades na vizinhança
O diagrama seguinte representa as localidades num raio de 16 km ao redor de Haines City.

## Demografia
Segundo o censo nacional de 2010, a sua população é de 20 535 habitantes e sua densidade populacional é de 431,1 hab/km². Possui 9 076 residências, que resulta em uma densidade de 190,5 residências/km². É a localidade que, em 10 anos, teve o maior crescimento populacional do condado de Polk.